# Casey Crescenzo
Casey Crescenzo (19 dicembre 1983) è un cantautore, compositore e polistrumentista statunitense, fondatore del gruppo musicale rock progressivo The Dear Hunter.

## Discografia

### Da solista
- 2014 – Amour & Attrition: A Symphony in Four Movements
- 2019 – The Fox & the Hunt (con Brian Adam McCune e la Awesöme Orchestra)

### Con i The Receiving End of Sirens
- 2005 – Between the Heart and the Synapse

### Con i The Dear Hunter
- 2006 – Act I: The Lake South, the River North
- 2007 – Act II: The Meaning of, and All Things Regarding Ms. Leading
- 2009 – Act III: Life and Death
- 2011 – The Color Spectrum
- 2013 – Migrant
- 2015 – Act IV: Rebirth in Reprise
- 2016 – Act V: Hymns with the Devil in Confessional